# Kakucs
Kakucs is een plaats (község) en gemeente in het Hongaarse comitaat Pest. Kakucs telt 2577 inwoners (2001).